# Ryūgū-jō
Ryūgū-jō (jap. 竜宮城 lub 龍宮城) – w mitologii japońskiej podwodny pałac Watatsumiego (inaczej Ryūjin), w którym ukryta była cudowna perła, za pomocą której można było kontrolować przypływy i odpływy. Pałac ten ma wiele innych nazw m.in.: Ryūgū (龍宮 lub 竜宮), Suishōkyū (水晶宮, Pałac Kryształowy), Tatsu no Miya (龍の宮, Pałac Smoka).

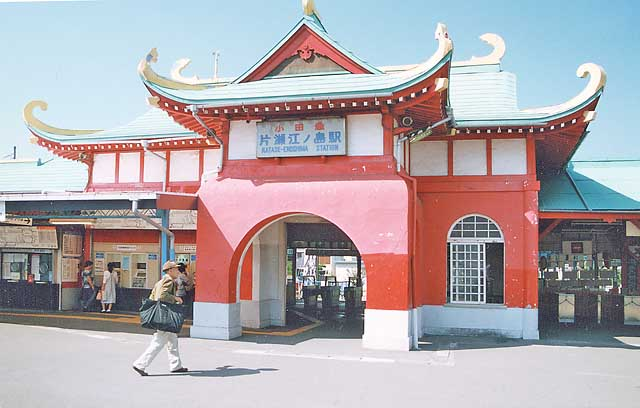
Stacja Katase-Enoshima

Stacja Katase-Enoshima w mieście Fujisawa, w prefekturze Kanagawa, została zaprojektowana w ten sposób, aby odzwierciedlać wyobrażenie podwodnego pałacu Watatsumiego.

## Mieszkańcy podwodnego pałacu
Ryūjin zamieszkuje podwodny pałac ze swoim potomstwem, które od imienia ojca często nazywane jest rodem ryūjinów. Według licznych przekazów, Watatsumi jest ojcem licznej gromadki córek, którym bardzo nudzi się w morzu. Brakuje im tam odpowiedniego towarzystwa i od czasu do czasu wyłaniają się na powierzchnię i romansują z ludźmi. Córkami smoczego władcy są m.in. Tamayori-bime, Toyotama-hime i Benten.

## Położenie pałacu
Mityczne położenie pałacu nie jest dokładnie znane. Według mitów, bohaterowie, którzy pragnęli się udać do podwodnego pałacu nigdy nie trafiali tam intencjonalnie. Według Kojiki, Hoori trafił do pałacu Watatsumiego dzięki pomocy boga o imieniu Shiotsuchi, który wsadził go do niewielkiej łódeczki, a następnie zepchnął łódkę do wody w kierunku pałacu. W podobny sposób do pałacu trafiła bohaterka opowiadania pt. Kaijin bessō („Willa boga morza”), w której zakochał się syn władcy mórz. Ojciec dziewczyny przyjął bogate dary i wysłał córkę na morze w łódce bez wioseł, która sama zstąpiła w głąb oceanu do wspaniałego pałacu zamieszkiwanego przez smoki. Trzecim człowiekiem znanym z mitów, któremu udało się odwiedzić pałac, był Tarō Urashima. Jednak on również nie poznał drogi do pałacu, gdyż trafił tam na grzbiecie żółwia.

## Dzwon z pałacu władcy mórz
Władca mórz miał wielu wrogów i często toczył bitwy. Według jednej z legend, poprosił o pomoc dzielnego wojownika o nazwisku Fujiwara no Hidesato. Śmiałek pokonał olbrzymiego jadowitego wija i w nagrodę otrzymał dzwon z podmorskiego pałacu. Hidesato bardzo się ucieszył z tego powodu, gdyż miał zamiar ofiarować dzwon buddyjskiej świątyni Onjō-ji, usytuowanej u stóp góry Hiei. Dzwon został zawieszony w owym przybytku, a jego brzmienie było tak piękne, że stał się znany w całej Japonii. 
Istnieje również inne podanie dotyczące historii dzwonu ze świątyni Onjō-ji. Samuraj Awazu no Kanja wybudował świątynię buddyjską, a gdy zabrakło w niej tylko dzwonu, wyruszył drogą morską do Izumo, by zakupić żeliwo. Na morzu nagle zerwał się silny wiatr, a fale zatrzymywały statek. Przerażeni ludzie po chwili zauważyli łódeczkę, w której płynął chłopiec, który nakazał samurajowi przesiąść się do łódki. Po chwili łódka z chłopcem i samurajem zanurzyła się w morzu i dotarła na samo dno, do pałacu Ryūjina.
Bóg-smok poprosił samuraja o pomoc w pokonaniu ogromnego węża, który zagrażał jego pałacowi. Awazu no Kanja zgodził się. Wszedł na najwyższą wieżę pałacową, skąd zobaczył ogromnego węża i jego drużynę. Oddał do niego celne strzały z łuku i po chwili przerażająca bestia padła martwa, a jej drużyna rozpierzchła się. Wszyscy mieszkańcy smoczego pałacu nie posiadali się z radości, a Watatsumi postanowił nagrodzić samuraja. Kiedy Awazu no Kanja powiedział, że wyruszył po materiał na dzwon do świątyni, władca mórz postanowił podarować mu dzwon wiszący w bramie pałacowej. 
Samuraj zawiózł ten prezent do zbudowanej przez siebie świątyni Kōkō-ji w Awazu w prowincji Ōmi. Wiele lat później przybytek został zniszczony i nikt nie wie co się stało z dzwonem Ryūjina. Niektórzy twierdzą, że został przeniesiony do świątyni Onjō-ji w Ōtsu.